# Alpaida oliverioi
Alpaida oliverioi là một loài nhện trong họ Araneidae.
Loài này thuộc chi Alpaida. Alpaida oliverioi được Ilka Maria Fernandes Soares & Hélio Ferraz de Almeida Camargo miêu tả năm 1948.